# 静岡県道80号熱海大仁線
静岡県道80号熱海大仁線（しずおかけんどう80ごう あたみおおひとせん）は、静岡県熱海市から伊豆市に至る県道（主要地方道）である。

## 概要
熱海市と中伊豆を直接結ぶ唯一の県道で山伏峠（やまぶしとうげ）を越え、静岡県道19号伊東大仁線と交差する。熱海市側の坂は急で、伊豆の国市側の坂は緩い。
利用実績の少なさと経路の急峻さから、かつては自動車による通行は困難で、近年までも大型車の通行は困難だった。
下多賀側起点から往復2車線の道路が整備されているが、これは起点部分のごく一部を除き、ほとんどがかつては市道として整備されたものである。かつての県道は現在の経路の北側に並行するルートであったが、一部区間は乗用車がやっと通れる程度の狭隘道路であった。一方従来の市道は伊東線交点の立体交差が拡幅されるなど、県道のバイパス・迂回路として機能しており、当時の現地標識などでは、県道ではなく市道を通過することが推奨されていた。しかし、カーナビゲーションなどでは県道を優先した案内がなされ、観光客の自家用車、さらには大型車が狭小な旧県道に進入し、通行が閉塞する事例が発生していた。そこで、静岡県と熱海市の協議の結果、2018年（[]平成[]30年）4月1日付でこの区間の県道と市道を入れ替える形で相互に移管が行われ、市道として整備された道路が正式な県道熱海大仁線のルートとなった。
上記以外の区間の県道も、静岡県道19号伊東大仁線との交差点まで拡幅が概成し、市道と合わせて伊豆の国市まで大型車でも通り抜けできる程度に整備された。

### 路線データ
- 起点：熱海市下多賀（下多賀交差点、国道135号交点）
- 終点：伊豆市瓜生野（国道136号交点、大仁橋）

## 歴史
- 1993年（平成5年）5月11日 - 建設省から、県道下多賀大仁線・県道修善寺大仁停車場線の一部が熱海大仁線として主要地方道に指定される[5]。
- 1994年（平成6年）4月1日、認定[1]。
- 2018年（平成30年）4月1日 - 熱海市の下多賀字池田から下多賀字中張窪までの区間で従来の当路線と熱海市道を入れ替えた。これにより、当該区間の狭隘は解消された[2]。

## 地理

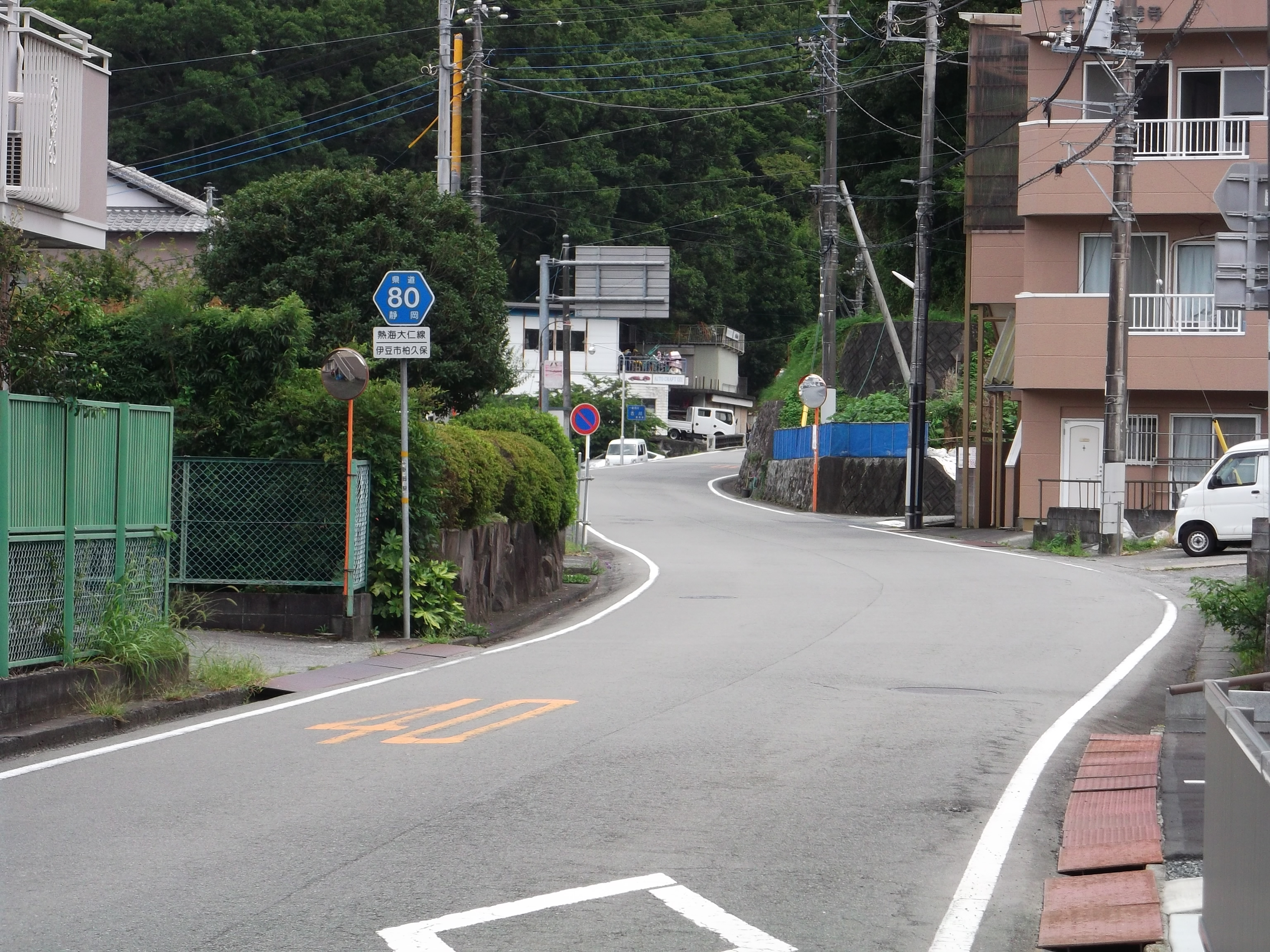
伊豆市柏久保

### 通過する自治体
- 熱海市
- 伊豆の国市
- 伊豆市

### 交差する道路
- 国道135号（熱海市下多賀・下多賀交差点、起点）
- 伊豆スカイライン 山伏峠IC（伊豆の国市浮橋）
- 静岡県道135号田原野函南停車場線（伊豆の国市浮橋）
- 静岡県道19号伊東大仁線（伊豆の国市田原野）
- 静岡県道400号大仁停車場線（伊豆の国市大仁）
- 国道136号（伊豆市瓜生野、終点）